# 方一桂
方一桂（1493年—？），字世芬，福建兴化府莆田縣（今莆田市）人，明朝政治人物。

## 生平
正德十一年（1516年）福建乡试第七十一名举人，嘉靖二年（1523年）癸未科会试第五十二名，廷试三甲一百七十八名進士。嘉靖三年（1524年）担任湖廣承宣佈政使司蒲圻縣（今屬湖北省赤壁市）知縣。四年調宣城县，擢升户部主事，嘉靖八年（1529年）四月改任廣東道監察御史，巡按山東。十二年九月督學直隸。嘉靖十四年九月以彈劾吏部尚書汪鉉，触怒世宗，被杖削籍为民。

## 家族
曾祖方新，府同知，進階中順大夫。祖父方暻。父方宜賢，知县。母吴氏。具庆下。弟方一蘭，同科進士；方一梧。